# Roberto Poggiali
Roberto Poggiali (Florencia, 16 de abril de 1941) fue un ciclista italiano que fue profesional entre 1963 y 1978. Durante su carrera profesional consiguió 10 victorias, destacando la Flecha Valona de 1965 y la Vuelta a Suiza de 1970.

## Palmarés
1962
- 1 etapa del Tour del Porvenir

1965
- Flecha Valona
- 1 etapa de la Volta a Cataluña

1970
- Vuelta a Suiza

1971
- Coppa Sabatini

1972
- Gran Premio de Cannes

1973
- 1 etapa en el Giro di Puglia.

1974
- Giro de Lazio.
- Magliano

1975
- Giro del Friuli.

1976
- Tour de Umbría.

## Resultados en Grandes Vueltas y Campeonato del Mundo
| Carrera         | 1963 | 1964 | 1965 | 1966 | 1967 | 1968 | 1969 | 1970 | 1971 | 1972 | 1973 | 1974 | 1975 | 1976 | 1977 | 1978 |
| --------------- | ---- | ---- | ---- | ---- | ---- | ---- | ---- | ---- | ---- | ---- | ---- | ---- | ---- | ---- | ---- | ---- |
| Giro de Italia  | 24º  | 14º  | 8º   | 22º  | 19º  | -    | 14º  | 11º  | 32.º | 31.º | 12º  | 20º  | -    | 12º  | 32.º | 36º  |
| Tour de Francia | -    | -    | -    | -    | 27º  | -    | 51.º | -    | -    | -    | -    | -    | 22º  | -    | -    | -    |
| Vuelta a España | -    | -    | -    | -    | -    | 35º  | -    | -    | -    | -    | -    | -    | -    | -    | -    | -    |